# Anders Johan Fogelstrand
Anders Johan Fogelstrand, född 10 november 1773 i Herrberga församling, Östergötlands län, död 1 april 1823 i Norrköping, Östergötlands län, var en svensk präst.

## Biografi
Anders Johan Fogelstrand föddes 1773 i Herrberga socken. Han var son till kyrkoherden Johan Fogelstrand i Skeppsås församling och Helena Catharina Schelin. Fogelstrand studerade i Linköping och blev höstterminen 1791 student vid Uppsala universitet. Han promoverades 13 juni 1797 till filosofie magister och blev 12 december 1800 kollega vid Linköpings trivialskola. Fogelstrand blev 26 mars 1801 apologist vid skolan, tillträdde samma år, och prästvigdes 28 november 1804. Efter pastoralexamen 23 oktober 1805  blev Fogelstrand kyrkoherde i Kvillinge församling  24 oktober 1807 med tillträde 1808. Han utnämndes 1 november 1817 till prost och blev 9 mars 1822 kontraktsprost i Norrköpings kontrakt. Fogelstrand avled 1823 i Norrköping och begravdes 15 april samma år av Carl Axel Juringius.

### Familj
Fogelstrand gifte sig 9 juli 1802 med Sara Christina Juringius (1778–1842), som var dotter till kyrkoherden Samuel Juringius i Kvillinge församling och Ingrid Catharina Moselius. De fick tillsammans barnen Johan Fogelstrand (1803–1807), rådmannen Samuel Fogelstrand (1804–1881) i Norrköping, Catharina Charlotta Fogelstrand (1805–1806), Sara Fredrica Fogelstrand (1808–1808), notarius publicus Per Edmund Fogelstrand (1809–1891) i Norrköping och Anna Carolina Fogelstrand (1818–1822).